# Eugène Dieudonné
Eugène Camille Dieudonné (1884 - 1944) também conhecido como Aubertin foi um anarquista francês acusado judicialmente de participar das ações da organização ilegalista Bando Bonnot, após ser apontado pelo motorista do carro de transporte de valores do banco Société Générale como seu agressor. Por esse motivo, foi condenado junto com outros a morte na guilhotina, mas graças aos esforços prévios dos membros Jules Bonnot, Octave Garnier e Raymond Callemin em demonstrar sua inocência, um recurso apresentado por seu advogado ao Presidente Raymond Poincaré foi aceito e sua pena foi modificada para trabalhos forçados perpétuos.
Em 1913 foi enviado para a prisão da ilha Saint Joseph na Guiana Francesa. Treze anos depois, em 1926, depois de duas tentativas de fuga frustradas conseguiu finalmente escapar em uma balsa feita de troncos de palmeiras para o Brasil.
Em solo brasileiro imediatamente tomou parte em campanhas pela libertação de outros libertários presos, militância que o levou a uma segunda prisão. Mas diante da notoriedade que recebera passou a contar com apoiadores que o auxiliaram em sua libertação e seu retorno a França em 1927. Em 1930 publicou um livro de memórias sobre o tempo em que passou encarcerado chamado A Via dos Condenados. Em 1944 aos sessenta anos faleceu na cidade de Paris.

## Biografia

### Infância e Juventude
Nascido em Meurthe-et-Moselle, no distrito francês de Nancy em 1 de Maio de 1884 Eugène Camille Dieudonné foi o primeiro filho de uma família pobre. Com a morte de seu pai ainda em sua infância, sua mãe viúva e tendo que cuidar de quatro filhos, enviou o mais velho deles, Eugène para um orfanato onde ele passa o resto de sua infância e boa parte de sua adolescência. Aos dezessete anos aprendeu a profissão de carpinteiro e passou a trabalhar com os irmãos Charles e Émile Bill, à época carpinteiros anarquistas que lhes introduziram as bases dessa filosofia política. Aos dezoito anos foi obrigado a se alistar servindo o exército por um ano.

### Anarquistas de Romainsville
Ao fim do serviço militar obrigatório Eugène casou-se com a anarquista estadunidense Louise Kayser que assumiu seu sobrenome passando a ser conhecida como Louise Dieudonné. Em 1909 o casal se mudou para a cidade de Paris onde junto freqüentaram os círculos anarquistas e anticlericais de Romainville. Naquele contexto aproximaram-se dos colaboradores do jornal L'anarchie tendo contato com uma série de novas práticas e ideias que impactariam significativamente em suas vidas. Passaram a se relacionar amorosamente com outras pessoas e
Louise chegou a viver um breve relacionamento com André Lorulot, outro notável libertário.

### Contato com o Bando Bonnot

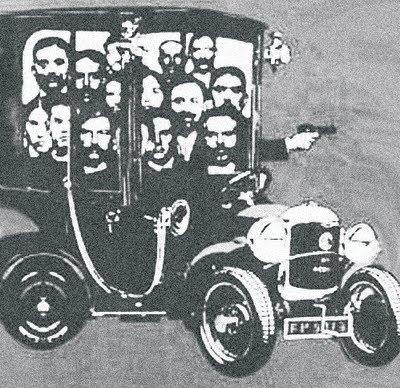
Charge do Bando Bonnot publicada no jornal Le Figaro.

A esta época Eugène Dieudonné passou a se relacionar mais freqüentemente com alguns dos membros do Bando Bonnot que já havia conhecido em Neuves-Houses, nas proximidades de Nancy. Seguindo em seu ofício de carpinteiro Dieudonné frequentemente fazia o caminho entre Paris e Nancy atendendo encomendas nos dois distritos. Em Fevereiro de 1912 com um nome falso, Dieudonné alugou um apartamento na rua Nollet onde passou a viver com Louise.

### Prisão

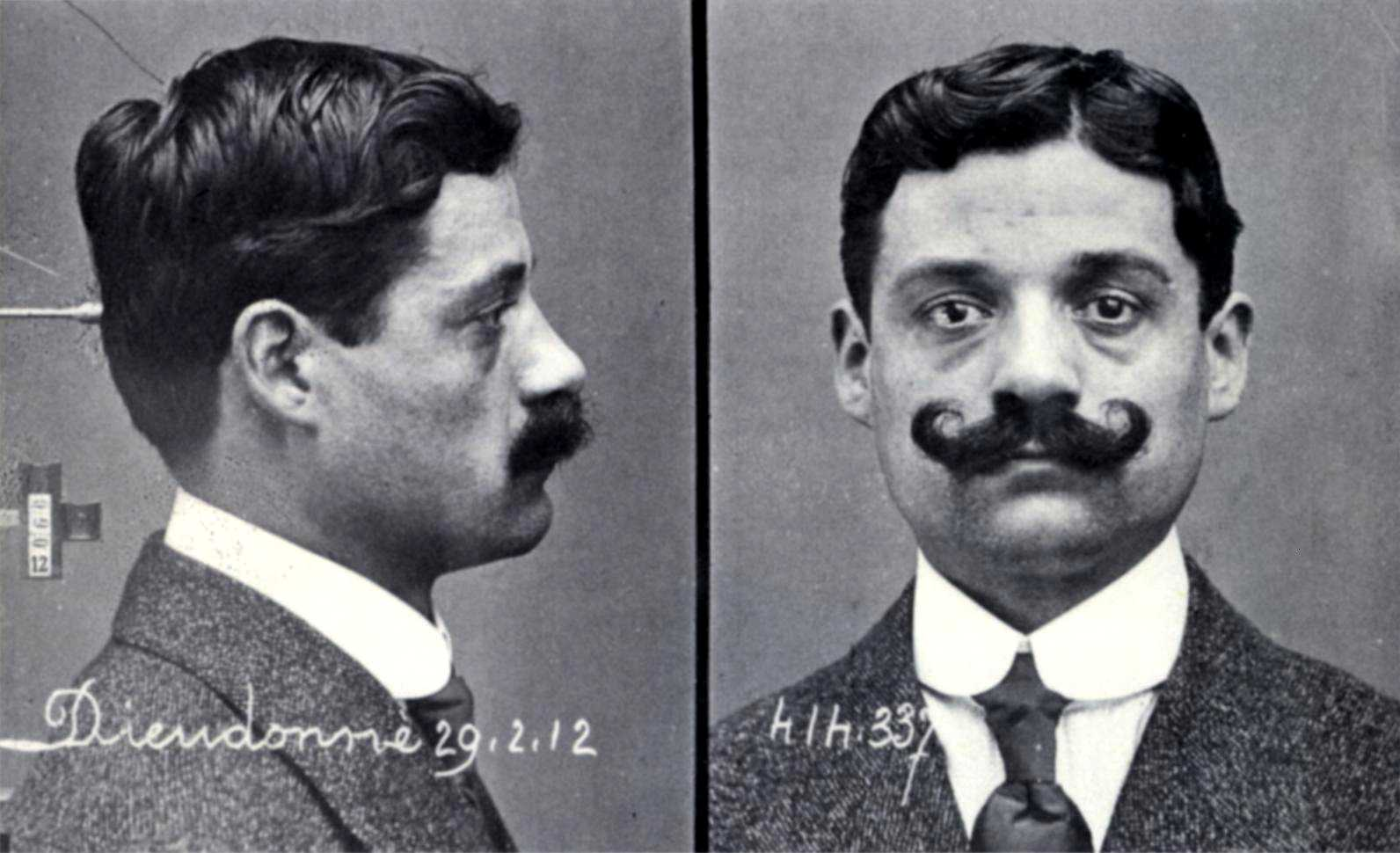
Fotografia de Eugène Dieudonné do arquivo da polícia.

Em 29 de Fevereiro policiais parisienses invadiriam seu apartamento prendendo-o junto a Jean De Boë um dos membros menos atuantes do Bando Bonnot. Levado para reconhecimento das vítimas envolvidas nas ações criminosas do bando, Dieudonné seria apontado pelo cobrador Caby do banco Société Générale como o homem que teria lhe agredido durante o assalto da o assalto da rua Ordener em 21 de Dezembro de 1911. Caindo em contradição o mesmo cobrador também reconheceria Octave Garnier como seu agressor, o fato no entanto, não seria considerado pela polícia. Dieudonné afirmava sua inocência dizendo que poderia provar que não estava na rua Ordener mas em Nancy no dia do assalto. No entanto suas provas seriam desconsideradas enquanto um álibi em potencial.

### Julgamento
Em 3 de Fevereiro de 1913 Eugène Dieudonné apareceu com os membros sobreviventes do Bando Bonnot para julgamento no Tribunal de Assisses, em Sena. Como evidências a seu favor estavam as cartas póstumas de Jules Bonnot e Octave Garnier afirmando sua inocência e sua não participação em nenhuma das ações. O funcionário da empresa no entanto, manteria seu depoimento alegando ser ele o agressor da rua Ordener.
Juro que foi ele [...] juro pela vida da minha filhinha, este homem é o meu agressor— Testemunho do sr. Caby, Gazeta dos Tribunais, 9 de Fevereiro

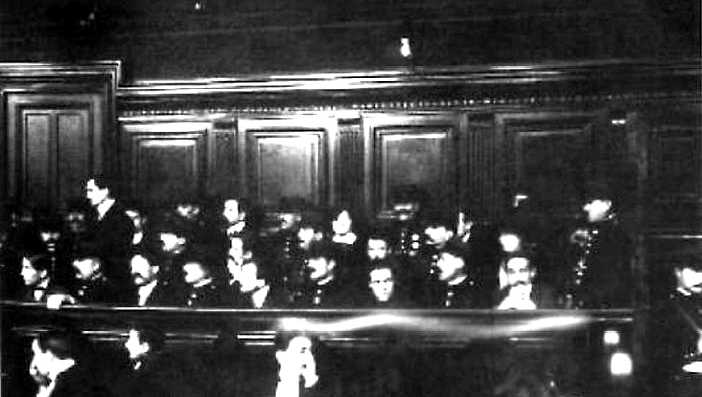
Eugènne Dieudonné entre os membros sobreviventes do Bando Bonnot, em seu julgamento em Fevereiro de 1913.

No mesmo julgamento seus empregadores testemunhariam em seu favor afirmando que ele não possuia indicativos de uma personalidade violenta;
Nunca se mostrou de natureza violenta… sempre pareceu bastante tranquilo.... nunca foi um homem de armas— Testemunho do sr. Guerin, Gazeta dos Tribunais, 9 de Fevereiro
No tribunal quando lhe permitiram falar Dieudonné afirmou veemente sua inocência. De nada adiantaria vinte e cinco dias depois, ele seria condenado a morte pela guilhotina juntamente com Raymond Callemin, Antoine Monier e André Soudy. Após a condenação Callemin que antes afirmava sua inocência, passou a se declarar culpado afirmando que Dieudonné não fora o agressor de Caby, nem participara do assalta ao carro pagador. O autor da agressão fora Garnier morto em Maio de 1912 durante o cerco ao chalé em Nogent-sur-Marne. A mudança de seu depoimento viria tarde demais, ainda assim o advogado de Dieudonné conseguiria modificar a sentença de execução para trabalhos forçados perpétuos.

### Pena na Ilha Saint-Joseph

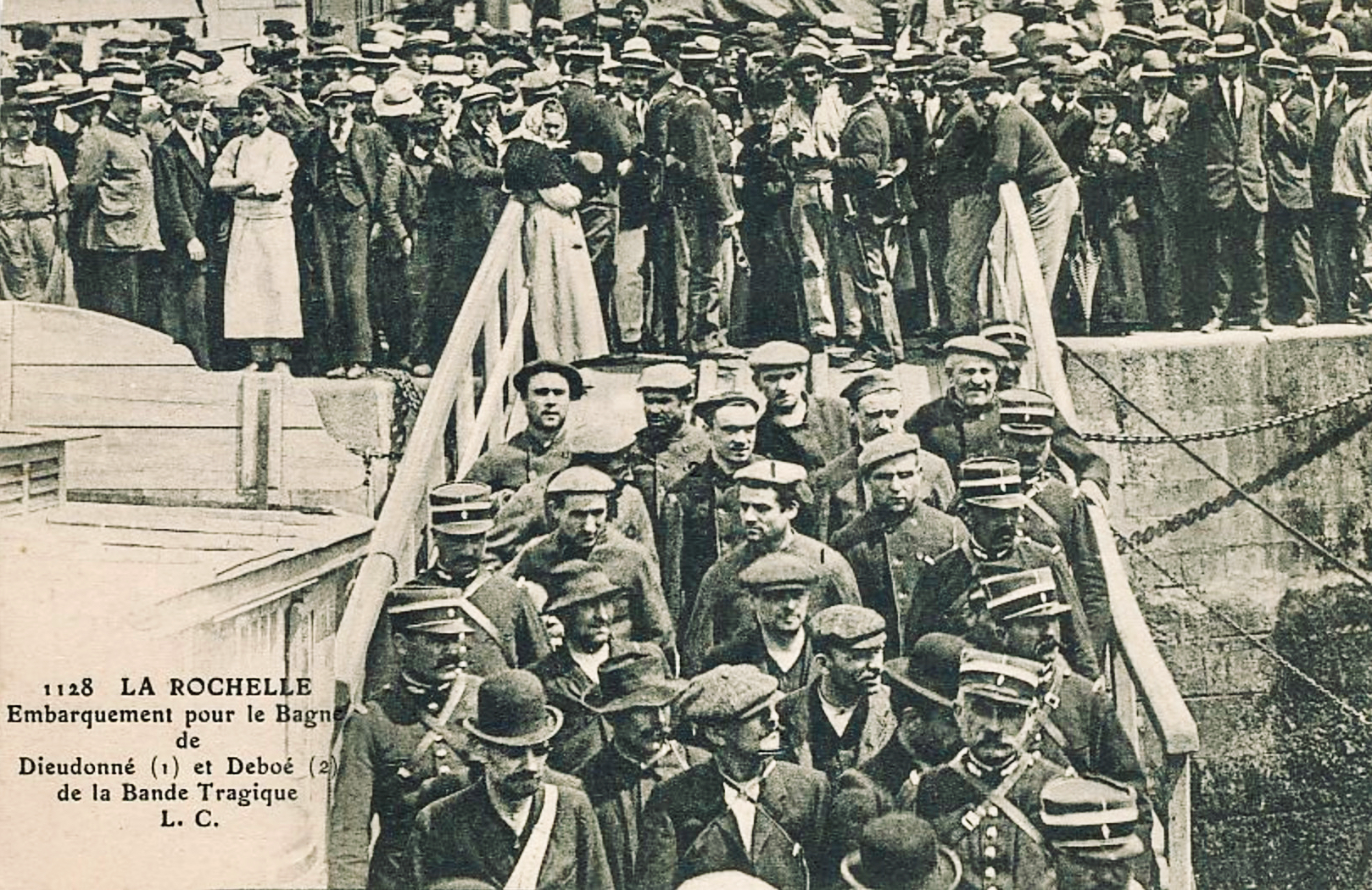
Dieudonné e De Boé são enviados do porto de La Rochelle para as prisões da Guiana Francesa.

No mesmo ano de seu julgamento (1913) Dieudonné foi enviado junto com Jean De Boé para cumprir sua pena na terrível prisão da Ilha Saint-Joseph (que junto com a Ilha do Diabo e a Ilha Real formam o arquipélago de Salu) próxima à costa da Guiana Francesa. Preso injustamente em uma das piores prisões da época não perderia tempo e se pôs a planejar sua fuga. Em 1919 após a primeira tentativa de fuga ter sido frustrada por seus carcereiros, Dieudonné tenta fugir pela segunda vez juntamente com cinco outros presos numa balsa feita com troncos de palmeiras. Após dois dias em alto mar a balsa encalhou e os cinco foram capturados e trancafiados por dois anos em suas celas.

### Campanhas internacionais
Alguns anos depois nos Estados Unidos e na Europa a história de Eugene Dieudonné, o anarquista inocente preso na ilha Saint Joseph se espalhou extrapolando os meios libertários, com campanhas de solidariedade por sua libertação sendo organizadas em diversos países. Entre estas a campanha organizada pelo famoso jornalista Albert Londres e Louis Roubaud ganhou um vulto considerável conseguindo pressionar as autoridades francesa sobre o caso de Dieudonné. Londres e Roubaud chegam mesmo a conseguir uma permissão para visitar Dieudonné na prisão, constatando que ele continuava vivo, em total isolamento. Após retornar da ilha Albert Londres prosseguiu com sua campanha por um indulto de libertação para Dieudonné. Este no entanto, é constantemente negado pelo estado francês.

### Fuga

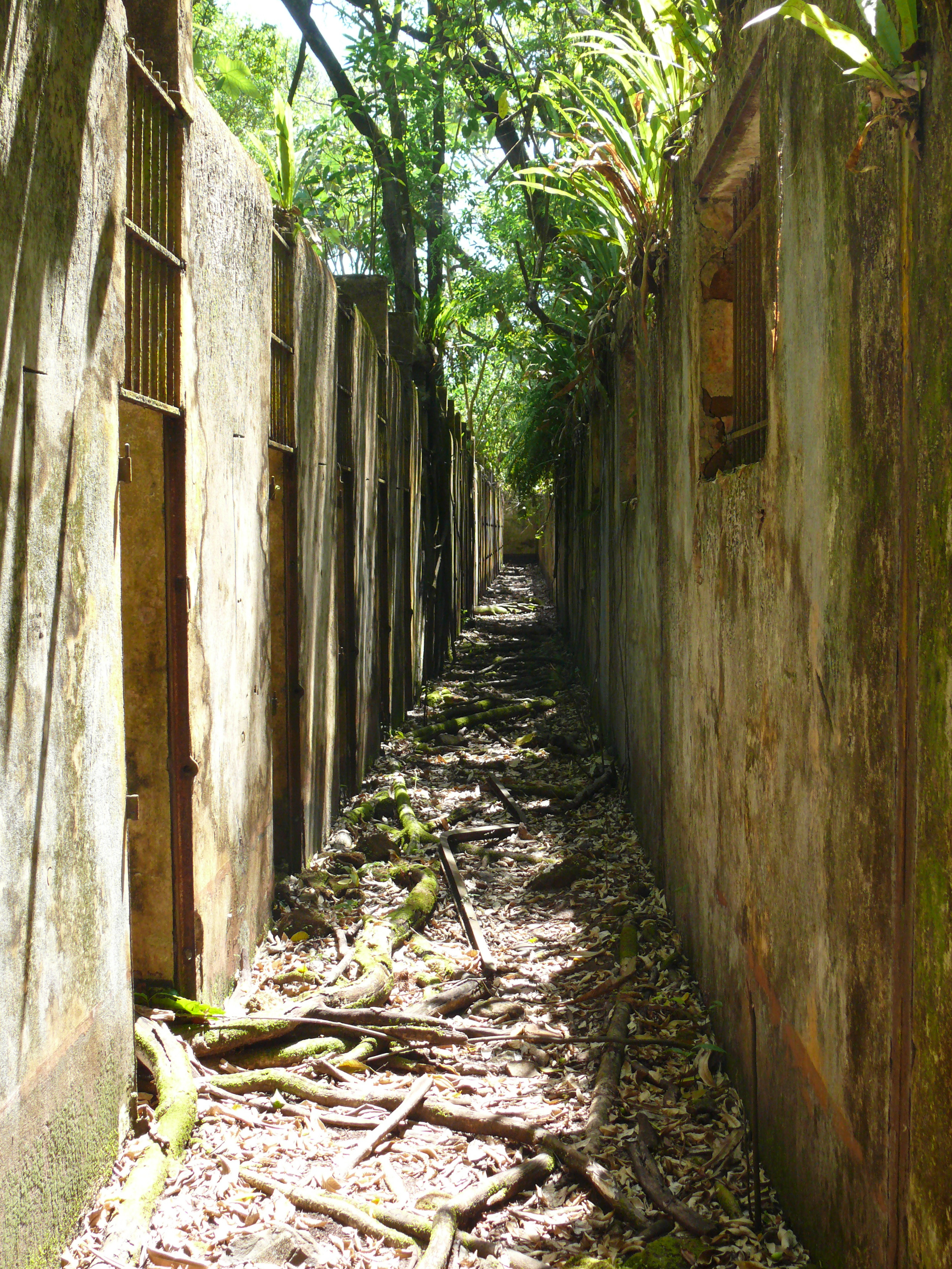
Ruínas de um dos blocos de cela da prisão francesa em que esteve Dièudone na Ilha Saint-Joseph.

Em 6 de Dezembro de 1926, depois de quatorze anos na prisão, Dieudonné que nunca havia deixado de declarar sua inocência consegue escapar da ilha-prisão em uma balsa feita de troncos de palmeiras. Após doze dias de luta contra as ondas em uma embarcação que mais de uma vez esteve prestes a se desmanchar, ele finalmente chegou a foz do rio Orinoco e caminhou pela costa atravessando a pé a fronteira da Guiana para o Brasil. Detido e ameaçado de extradição em solo brasileiro Dieudonné consegue entrar em contato com Albert Londres que parte em seu auxílio iniciando negociações com as autoridades brasileiras.

### Segunda prisão
Alguns meses depois, após a publicação de um artigo na imprensa brasileira, Dieudonné foi convidado para discursar em um encontro em prol da liberação de Sacco & Vanzetti e Renê Belbenoit, outros libertários presos e condenados eles próprios a execução, nos Estados Unidos e na França. Nesta ocasião Dieudonné foi novamente preso pelas autoridades brasileiras e encaminhado para uma prisão em Belém do Pará.
Novas campanhas de solidariedade foram então organizadas no Brasil e na França. Em Paris foi criado o Comitê Dieudonné do qual faziam parte sua companheira Louise e o advogado Moro Gaffieri. Um manifesto aberto intitulado "Em favor do inocente Dieudonné" foi lançado logo após a prisão dirigido à opinião pública foi lançado pelo comitê que passou a contar com o apoio de diversas personalidades e organizações.

### Retorno à França e morte
No início de Agosto de 1927 Dieudonné é libertado e extraditado para a França onde graças as inúmeras campanhas por todo o mundo, fruto dos esforços somados de centenas de pessoas tem sua pena revogada. Ainda naquele ano Albert Londres termina e publica seu livro jornalístico sobre a vida de Eugène cujo nome é L'homme qui s'évada (O homem que fugiu). Desde então a obra receberia diversas outras edições, inclusive uma versão em quadrinhos em 2006.
Após a revogação de sua pena Dieudonné volta a trabalhar como carpinteiro em Fauborg, Saint-Antoine. Em 13 de Fevereiro de 1928 Eugène casa novamente com sua esposa Louise que havia se divorciado dele a seu pedido, 16 anos antes, quando ele fora sentenciado pela primeira vez em Paris.
Em Setembro daquele mesmo ano Dieudonné participa do Décimo Quarto Jantar do Jornal Libertário Plus loin e toma parte na campanha pela libertação de Louis-Paul Vial, seu companheiro de prisão desde 1919 condenado injustamente a dez anos de trabalhos forçados, que havia tomado parte em uma de suas tentativas de escapar da ilha.
Atendendo aos pedidos de amigos no ano de 1933 começa a escrever um livro autobiográfico que receberia o título de A Via dos Condenados (La Vie des Forçats'). Nele contaria as agruras que vivenciara nos tempos de prisão. A obra que teve seu prefácio escrito por Albert Londres receberia apenas duas outras reedições, uma em 1935 e outra em 2007. Também em 1933, o cineasta Jean Vigo iniciou um projeto para rodar um longa-metragem sobre a vida de Eugene Dieudonné. o filme que se chamaria Fugiu da Prisão (Evadé du bagne) no entanto jamais foi concluído.
Aos sessenta anos, em 21 de Agosto de 1944, após uma forte gripe, Eugène Dieudonné morre no hospital de Eaubonne, em Seine-et-Oise, distrito francês de Paris.

## Obra
- A Via dos condenados, Paris, 1930, 256 p., Bibl. Nat. 8° Z 22008 (II, 22). 8 ° Z 22008 (II, 22). Reeditada em Novembro de 2007 pelas Edições Libertalia.